# École supérieure européenne Józef Tischner

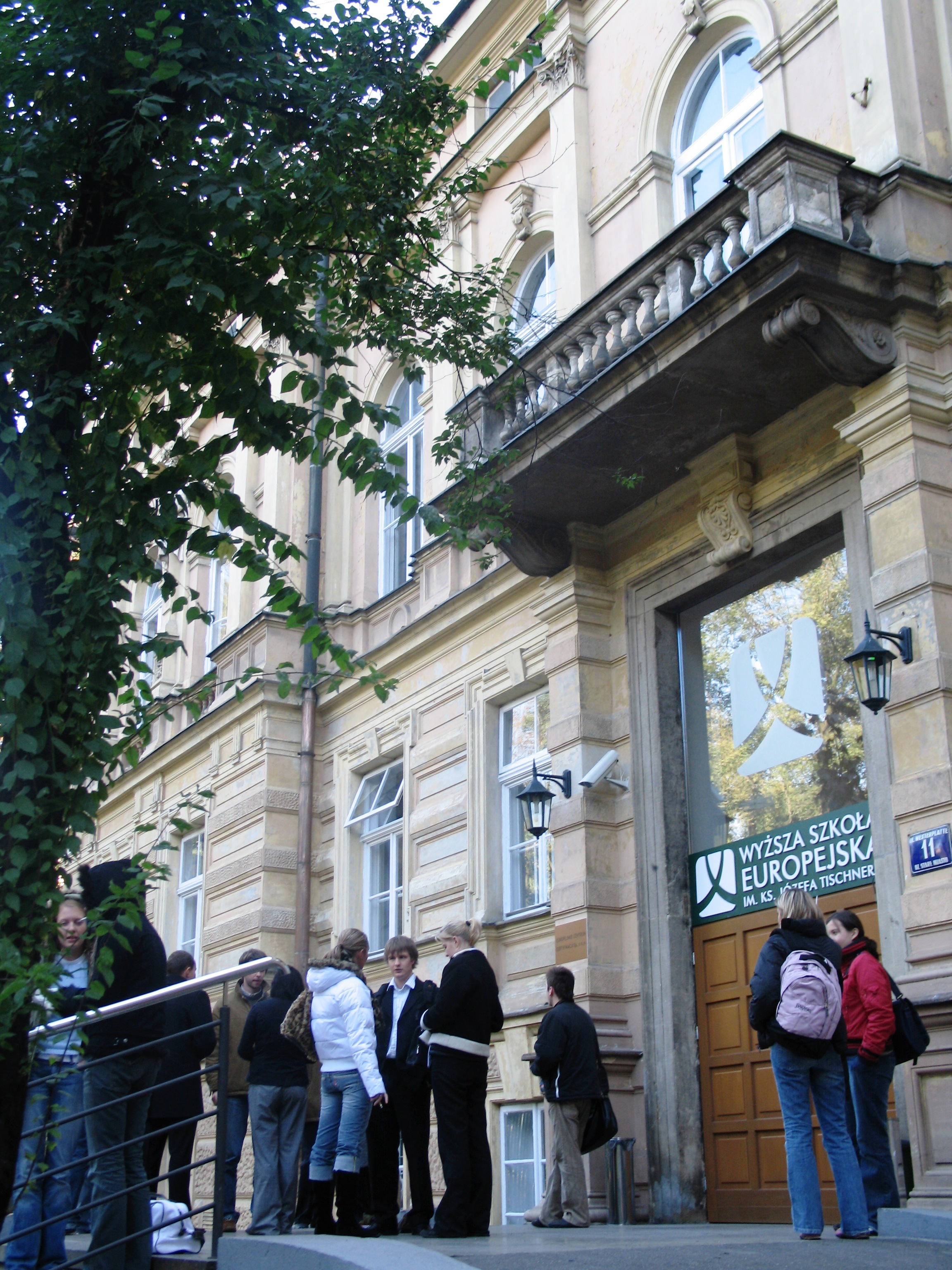
L'entrée principale

L’École supérieure européenne Józef Tischner (Wyższa Szkoła Europejska im. ks. Józefa Tischnera) est un établissement d'enseignement supérieur et de formation continue polonais de Cracovie active de 2003 à 2024. Elle avait un statut de droit privé sans but lucratif, reconnu par l'État. 
Le père Józef Tischner (1931-2000), dont le nom a été donné à l’établissement, est un philosophe catholique polonais engagé, spécialiste de l'éthique.
Elle a été fondée en 2003 à l'initiative des éditions Znak, en coopération avec l'institut Tertio Millennio, l'école supérieure d'informatique et de management de Rzeszów (Wyższa Szkoła Informatyki i Zarządzania w Rzeszowie WSIiZ) et la confédération patronale "Lewiatan".
Le premier recteur était Jarosław Gowin, nommé ministre de la Justice en novembre 2011.  Le mathématicien Marek Pałasiński, doyen de la faculté de sciences sociales appliquées, lui a succédé. La fonction a été ensuite exercée par Anna Siewierska-Chmaj (pl) (2018-2021) et enfin Małgorzata Mitoraj-Jaroszek (2021-2023).
En 2024, l'école a été absorbée par l'université des sciences sociales et humaines (SWPS), devant l'antenne interdisciplinaire de SWPS à Cracovie.

## Programmes
La faculté des sciences sociales appliquées proposait en premier cycle les spécialités suivantes :
- sécurité nationale
- sociologie
- relations internationales (en polonais et en anglais)
- linguistique appliquée
- gestion

et en second cycle (master) :
- relations internationales (en polonais et en anglais)

L'école organisait également dans le cadre de la formation continue post-diplôme :
- coaching
- journalisme
- évaluation des politiques publiques
- intégration européenne - fonds européens
- marketing des collectivités locales
- marketing sur le Web
- peace and development studies - étude de la paix mondiale et du développement
- professional development in international business (en anglais)
- relations publiques
- responsabilité sociale des entreprises
- traduction audiovisuelle
- coach d'affaires et formation des gestionnaires
- gestion de la communication dans les affaires
- gestion de projet
- gestion de la production
- gestion des ressources humaines

L’École supérieure européenne de Cracovie était aussi un centre de projet ; elle proposait également des cours de langue et des formations éligibles à des financements du Fonds social européen.

## Coopération internationale
L'école participait au programme Erasmus, qui permet des échanges d'étudiants, de conférenciers et de personnel administratif.
Depuis 2009, elle coopèrait avec le Benedictine College (États-Unis). 
L'établissement était membre du Consortium Michał Boym, projet des universités polonaises (publiques et privées) mis en place en 2010 pour promouvoir en Chine certains enseignements universitaires dispensés en anglais.
L'école organisait des cours d'été pour des étudiants étrangers, notamment pour l'Europäische Fernhochschule de Hambourg.
Elle collaborait avec l'organisation catholique Semaines sociales de France et participait chaque année à des conférences internationales, notamment en France ou aux États-Unis d'Amérique.